# Patinação artística nos Jogos Pan-Americanos de 2019 - Masculino
A competição masculina da patinação artística sobre rodas nos Jogos Pan-Americanos de 2019 foi disputada por oito patinadores no Polideportivo 3 em Lima, nos dias 26 e 27 de julho. 

## Calendário
Horário local (UTC-5).
| Data        | Horário | Fase                 |
| ----------- | ------- | -------------------- |
| 26 de julho | 11:00   | Programa curto       |
| 27 de julho | 13:15   | Programa longo Final |

## Medalhistas
| Ouro   | ARG Juan Sánchez    |
| Prata  | USA John Burchfield |
| Bronze | BRA Gustavo Casado  |

## Resultados
| Pos.              | Patinador       | País               | Programa curto | Posição | Programa longo | Posição | Total  |
| ----------------- | --------------- | ------------------ | -------------- | ------- | -------------- | ------- | ------ |
| Medalha de ouro   | Juan Sánchez    | ARG Argentina      | 60.95          | 1       | 91.68          | 1       | 152.63 |
| Medalha de prata  | John Burchfield | USA Estados Unidos | 41.80          | 6       | 91.37          | 2       | 133.17 |
| Medalha de bronze | Gustavo Casado  | BRA Brasil         | 44.90          | 4       | 83.19          | 3       | 128.09 |
| 4                 | Victor López    | PAR Paraguai       | 50.07          | 2       | 70.69          | 4       | 120.76 |
| 5                 | Jose Luis Diaz  | CHI Chile          | 47.15          | 3       | 65.51          | 6       | 112.66 |
| 6                 | Jairo Ortiz     | COL Colômbia       | 42.29          | 5       | 67.84          | 5       | 110.13 |
| 7                 | Felipe Reyna    | MEX México         | 25.28          | 7       | 43.58          | 7       | 68.86  |
| 8                 | Roberto Quiroz  | PER Peru           | 7.65           | 8       | 14.13          | 8       | 21.78  |